# Concord (Ontario)
Concord è un quartiere industriale suburbano nella città di Vaughan nella regione di York, situato a nord di Toronto, Ontario, Canada e conta 8.255 abitanti.

## Storia

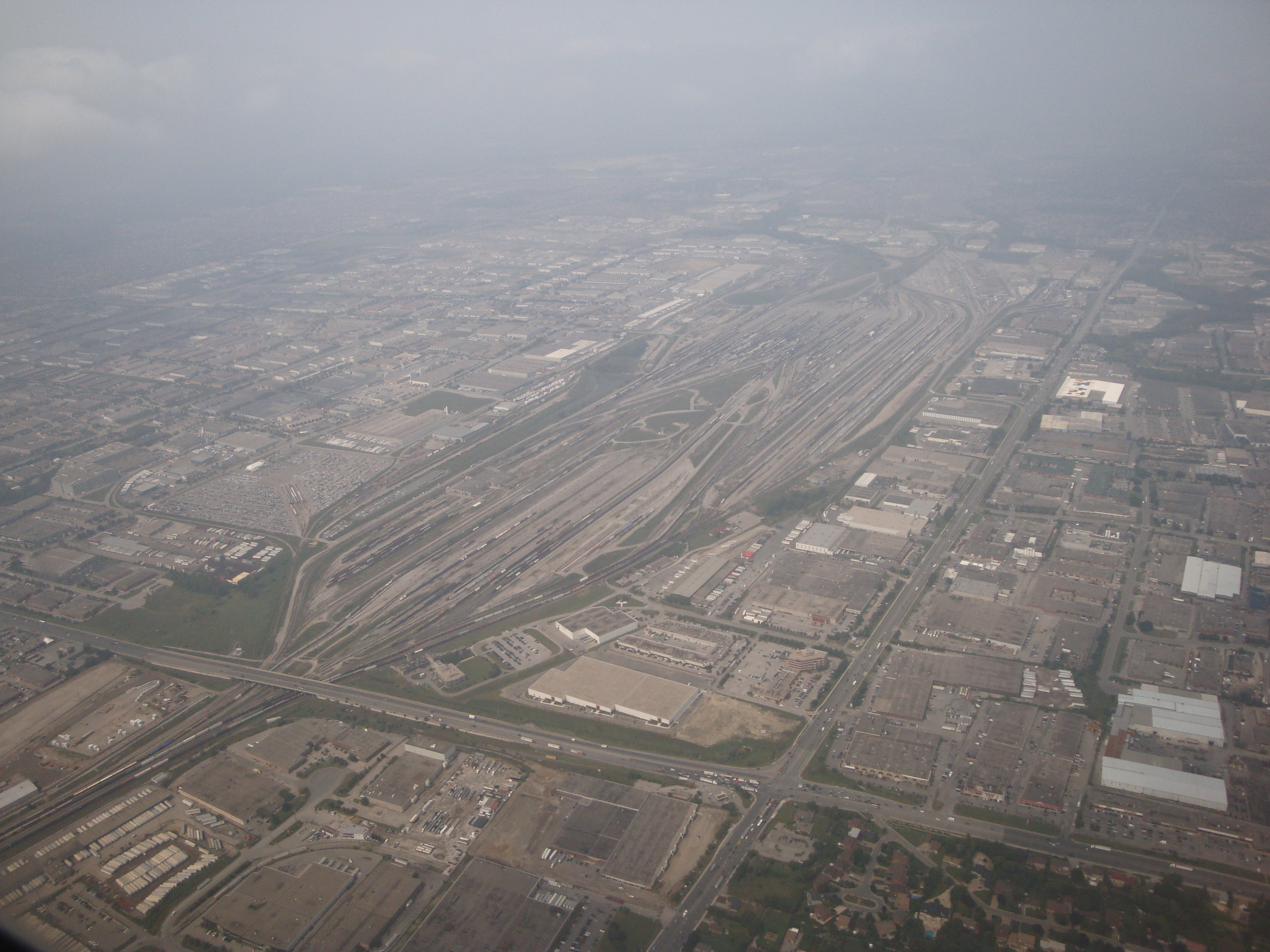
Il centro di smistamento di MacMillan, uno dei principali centri di smistamento ferroviario del Canada

L'insediamento nacque intorno alla metà del XIX secolo. Nel 1853 aprì la linea ferroviaria Northern Railway, che collegava le città di Collingwood (Ontario) e Toronto, e a Concord aveva sede la stazione di Thornhill. Nel 1854 nel villaggio venne aperto un ufficio postale. Intorno al 1875 l'insediamento aveva raggiunto i 600 abitanti, in prevalenza agricoltori, e iniziò ad apparire sulle mappe.
Agli inizi degli anni '50 del XX secolo, con la costruzione della Ontario Highway 400, Concord iniziò a svilupparsi come quartiere industriale della vicina Vaughan. Lo sviluppo industriale proseguì negli anni 1970 con l'apertura della Ontario Highway 407 nel 1977, che permetteva un facile accesso a diverse autostrade.
Insieme a diversi altri insediamenti vicini, la cittadina fu annessa a Vaughan nel 1971 quando, con la creazione della Municipalità Regionale di York, l'ordinamento amministrativo delle località della regione subì delle modifiche.